# Видновский лесопарк
Видновский лесопарк — лесопарк в Московской области и частично в Москве. Часть Лесопаркового защитного пояса.
Площадь лесопарка по разным данным составляет 1377 га или 2594 га. Из них 23 га расположены на территории Москвы.
Адрес администрации: Московская область, город Видное, улица Центральная, дом 1.

## Географическое расположение
Видновский лесопарк находится в Московской области. На северо-западе находится город Видное, на западе посёлок Богданиха, на юге река Пахра и посёлок имени Володарского.

## История
В лесопарке сохранились останки поселения древнего человека. В селе Дыдылдино найдены следы присутствия вятичей XI века.
Видновский лесопарк образован в 1935 году. В квартале 32 находилось месторождение белого камня. Этот камень использовали в строительстве Москвы.

## Флора и фауна
В Видновском лесопарке протекает река Пахра. В лесопарке в основном произрастают ельники, также есть сосны, берёзы, липы и дубы. Их средний возраст 65 лет. Средний возраст дубов 100 лет. По течению реки растёт ольха серая. Существуют искусственные посадки лиственницы европейской в квартале 31, посёлок Володарский.
В Видновском лесопарке есть редкое насекомое: бабочка голубая. На участке можно найти виды дуба черешчатого, чей возраст достигает 250 лет.
В районах: Орлово, Ермолино, Картино — текут родники.
В квартале 32 находятся каменоломни.

## Транспорт
До Видновского лесопарка можно добраться с Павелецкого вокзала до станции Расторгуево, и на автобусе номер 6 до остановки «Милиция».